# August Leopolder
August Leopolder (* 6. Juli 1905 in München; † 31. August 2006 in Frankfurt am Main) war ein deutscher Pianist und Klavierpädagoge.

## Leben
Leopolder besuchte das Theresien-Gymnasium München und studierte anschließend an der Universität München Philosophie. Er studierte Klavier bei Alexander László, Carl Adolf Martienssen und Egon Petri. Ab 1931 wirkt er als Lehrer für Klavier am Konservatorium Aschaffenburg. Während des Zweiten Weltkrieges unterrichtete er in Aschaffenburg und anschließend von März 1941 bis 1945 am Musischen Gymnasium in Frankfurt am Main unter Leitung von Kurt Thomas. Ab 1954 war der auch als Konzertpianist tätige Klavierpädagoge Professor an der Musikhochschule Frankfurt, wo er zudem als Senatsmitglied und Dekan der (damaligen) Abteilung Künstlerische Ausbildung wirkte.
Anlässlich seines 100. Geburtstages wurde ihm die Würde des Ehrensenators der Hochschule für Musik und Darstellende Kunst Frankfurt am Main verliehen.

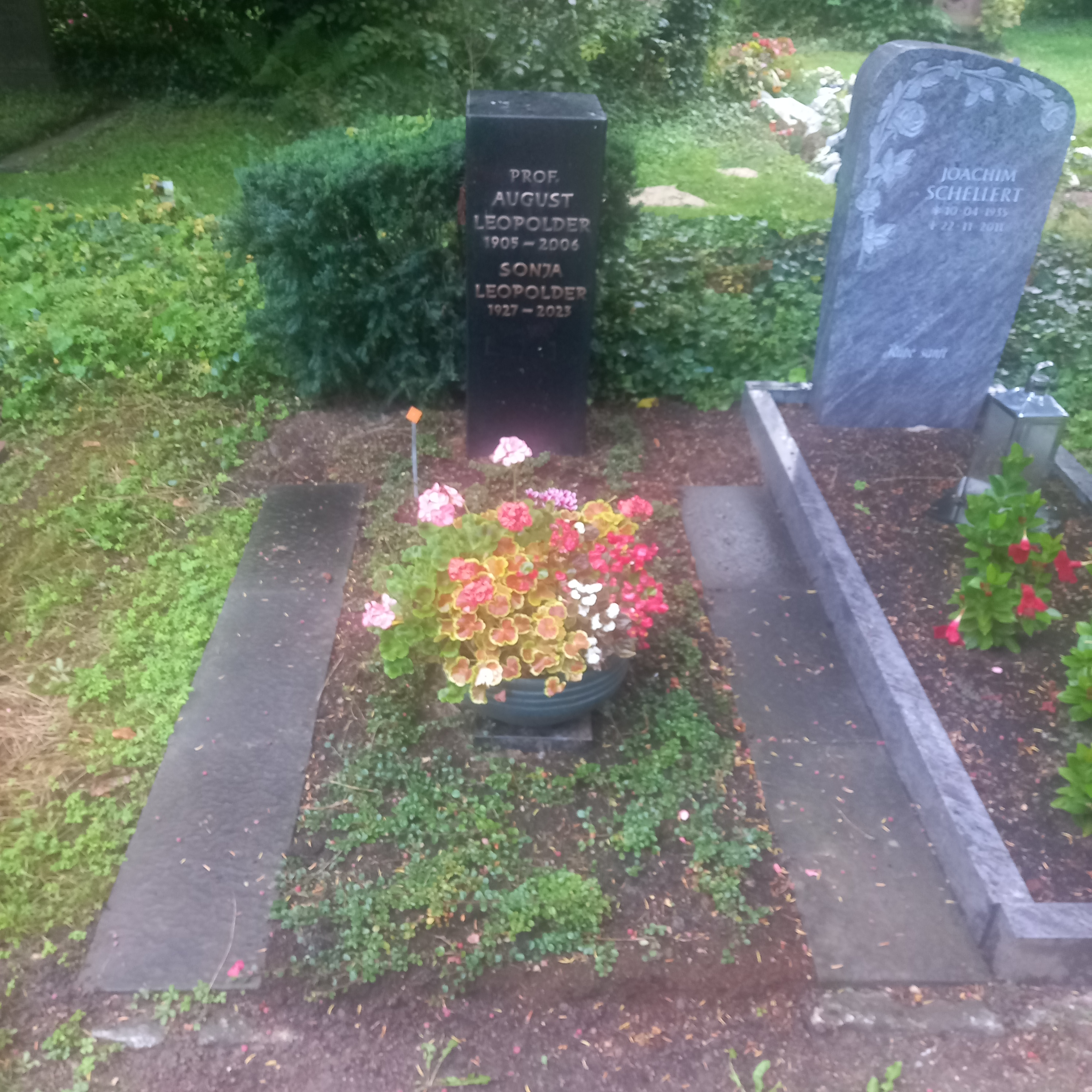
Das Grab von August Leopolder und seiner Ehefrau Sonja auf dem Hauptfriedhof (Frankfurt am Main)

In einer Pressemitteilung der Hochschule für Musik und Darstellende Kunst Frankfurt am Main wird er beschrieben als „eine echte bayerische Persönlichkeit eben mit rauer Schale und manch Ecken und Kanten aber mit einem weichen Kern“.

## Ehrungen
- 1986: Großes Verdienstkreuz der Bundesrepublik Deutschland